# Papa Pio I
Pio I (Aquileia, ... – Roma, 154) è stato il 10º vescovo di Roma e papa della Chiesa cattolica, che lo venera come santo. Fu papa, orientativamente, tra il 140 e il 154.

## Biografia
Il Liber pontificalis riporta che Pio era nato ad Aquileia da un certo Rufino, ma si tratta, con molta probabilità, di una semplice congettura dell'autore che aveva sentito parlare di Rufino di Aquileia (fine del IV secolo).
Secondo quanto scritto nel Catalogo Liberiano e confermato dal Canone muratoriano - copia di un originale greco risalente al 170 - Pio sarebbe stato fratello di Hermas, l'autore del Pastore di Erma, l'opera più diffusa e rilevante fra quelle dei padri apostolici:
Se le informazioni che l'autore fornisce sulle sue condizioni personali (prima schiavo, poi liberto) fossero storicamente vere, si avrebbero più notizie sulle origini del papa, suo fratello. È molto probabile, però, che la storia che Hermas riferisce di se stesso sia da considerarsi un artificio letterario.
Come giunse in contatto con la nuova religione è sconosciuto; forse incontrò il Cristianesimo proprio a Roma, dove giunse insieme al fratello.

### Pontificato

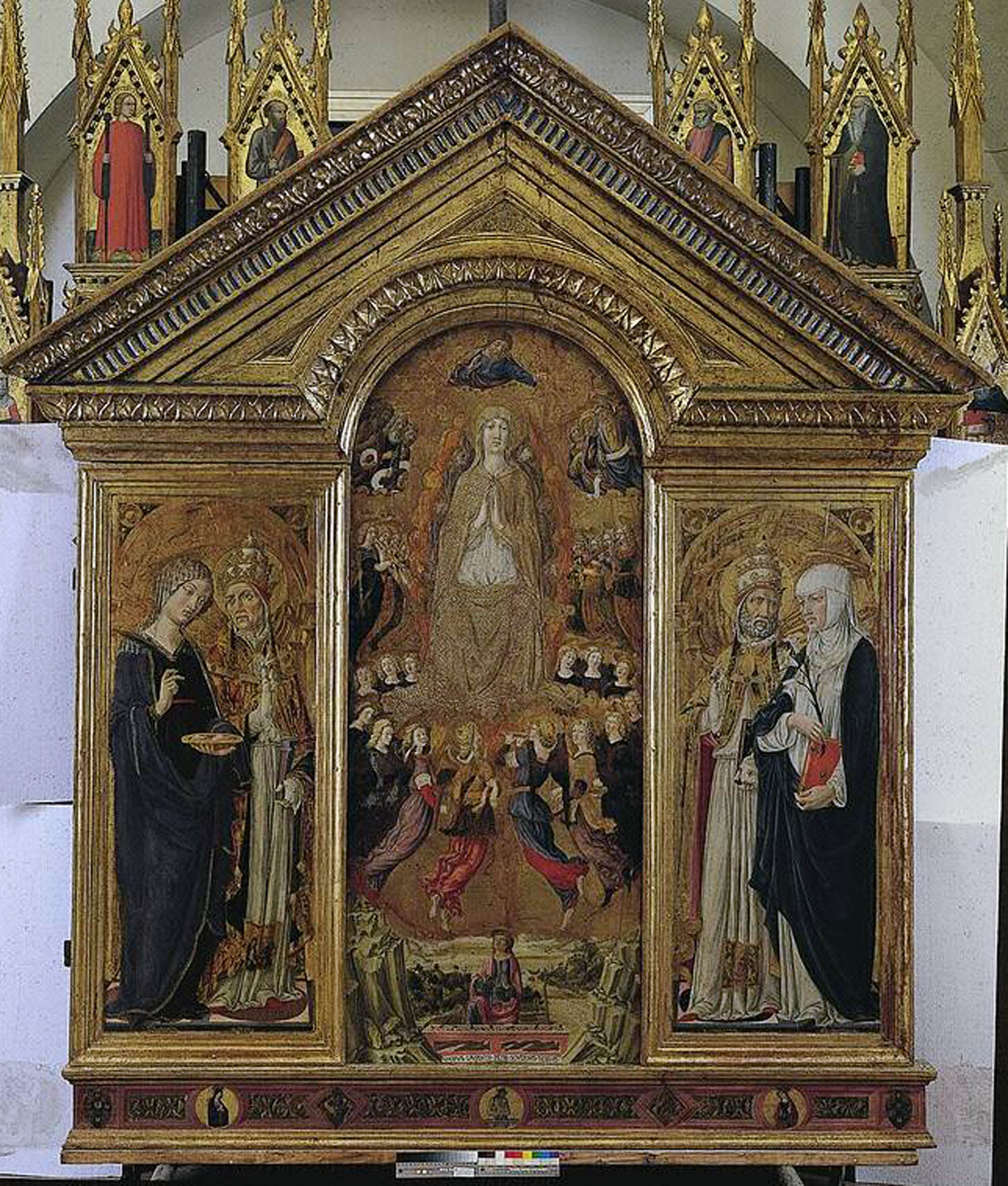
Assunzione della Vergine, del Vecchietta (Duomo di Pienza). Sulla sinistra sant'Agata e san Pio (papa Pio I).

Della sua vita clericale non si sa nulla, salvo che alla morte di papa Igino, dopo tre giorni di digiuno e di preghiere, fu proclamato papa. Secondo il più antico elenco dei Papi, stilato da Ireneo di Lione, fu il nono successore di Pietro e quindi il decimo Papa della Chiesa cattolica.
Il suo pontificato fu segnato dalla presenza a Roma di vari eretici che cercavano di propagare le loro dottrine tra i fedeli della capitale. Lo gnostico Valentino, che aveva fatto la sua comparsa quando la Chiesa era ancora retta da papa Igino, e forse anche prima, continuava a fare proseliti ed era ancora attivo lo gnostico Cerdone. In questo periodo giunse a Roma anche Marcione, che fondò la sua setta (detta dei Marcioniti).
Pio proseguì la lotta contro le eresie iniziata dal suo predecessore, aiutato da san Giustino, uno dei più grandi predicatori cattolici dell'epoca, che continuò la sua opera anche sotto il pontificato del successivo papa Aniceto.
Importanti furono anche i rapporti con i giudei: Pio I prescrisse che gli appartenenti a sette giudaiche che si fossero convertiti al cristianesimo dovevano essere accolti dalle comunità cristiane e battezzati. Cosa questo implicasse è difficile saperlo; indubbiamente l'autore del Liber pontificalis, qui come in altri punti, attribuì ad un papa del passato un canone che era valido nella Chiesa del suo tempo.
Pio I stabilì, inoltre, che la Pasqua dovesse essere celebrata la prima domenica successiva al plenilunio di marzo, per distinguerla dalla Pasqua ebraica, che si celebrava il giorno del plenilunio. Questa data sarà in futuro fonte di contrasti tra la chiesa d'occidente e la chiesa d'oriente.
Una tradizione più tarda assegna a Pio I il merito della fondazione di due chiese, il titulus Pudentis (la Basilica di Santa Pudenziana) ed il titulus Praxedis (la Basilica di Santa Prassede). Sempre secondo questa tradizione, Pio avrebbe esercitato l'ufficio episcopale ed avrebbe fatto erigere un battistero accanto al titulus Pudentis. In realtà queste due chiese sorsero nel IV secolo, anche se non è impossibile che avessero sostituito case cristiane nelle quali i fedeli di Roma si riunivano in assemblea per il servizio divino prima del regno di Costantino. In ogni caso, la leggenda non può assurgere a prova di questo fatto. In molti scritti successivi (il Liber Pontificalis) il "Pastore" dell'opera di Hermas viene scambiato per l'autore e, dato che un sacerdote romano, Pastore, ebbe un ruolo importante nella fondazione di queste chiese, è possibile che lo scrittore della leggenda fu fuorviato da questo particolare, e conseguentemente inserì papa Pio nel suo resoconto leggendario.

### LeLettere a Giusto
Le due lettere scritte a Giusto, vescovo di Vienna ed attribuite a lui, non sono autentiche.

### Martirio e data della morte
Secondo la tradizione venne martirizzato nella città di Roma; sembra, tuttavia, che non ci siano sufficienti prove per questa affermazione, anche perché nel periodo del suo pontificato sotto il tollerante imperatore Antonino Pio non risultano persecuzioni di cristiani. Alcune infondate tradizioni molto più tarde azzardano l'ipotesi che, a causa dell'eccessivo rigorismo che lo rendeva particolarmente inviso in certi ambienti, venne assassinato, ma non si riscontra alcun indizio documentario in tal senso.
L'unico dato cronologico di cui siamo in possesso per stabilire la durata del suo regno è l'anno di morte di Policarpo di Smirne, che, con un certo grado di sicurezza, può essere il 155 o il 156. Nella sua visita a Roma, l'anno precedente alla sua morte, Policarpo trovò come vescovo di Roma papa Aniceto, il successore di Pio; di conseguenza, Pio dovrebbe essere morto verso il 154.
Fu sepolto vicino alla Tomba di Pietro.

## Culto
La sua memoria liturgica si celebra l'11 luglio.
San Pio I non ebbe culto nell'antichità e perciò il suo nome manca negli antichi Martirologi, finché Adone di Vienne lo inserì per primo nel suo Martirologio all'11 luglio.
Dal Martirologio Romano (ed. 2005):
È il santo patrono del piccolo centro di Roccaspinalveti (CH) dove si trovano tre statue che lo raffigurano di cui una, a mezzo busto, al suo interno contiene una sua reliquia, co-patrono della Arcidiocesi di Udine e patrono dell'Arcidiocesi di San Juan di Porto Rico.

### Chiese dedicate a san Pio
- Chiesa di San Pio I a Vallerona, frazione del comune di Roccalbegna, nella provincia di Grosseto;
- Chiesa di San Pio, a Zollstock, sobborgo di Colonia.